# 澳大利亚交通
由于澳洲大陆地广人稀，交通运输在澳大利亚经济基础设施中占有重要地位。

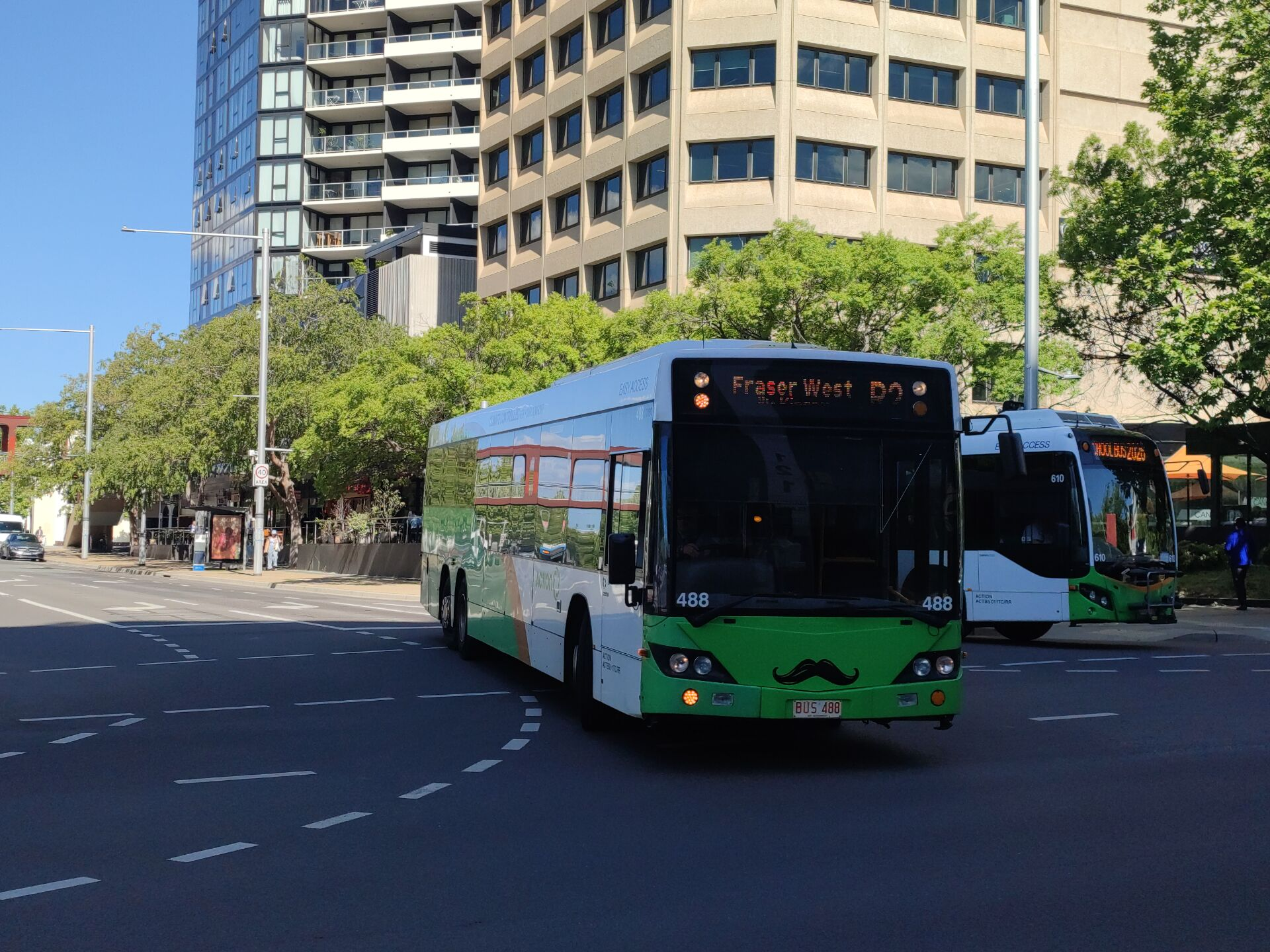
澳大利亚首都（堪培拉）的公交

## 铁路

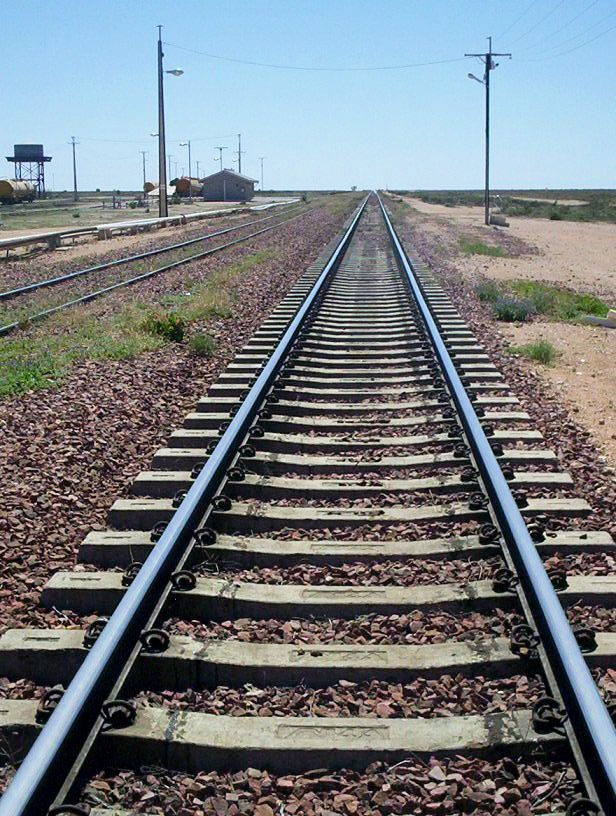
沿跨澳大利亚铁路望去

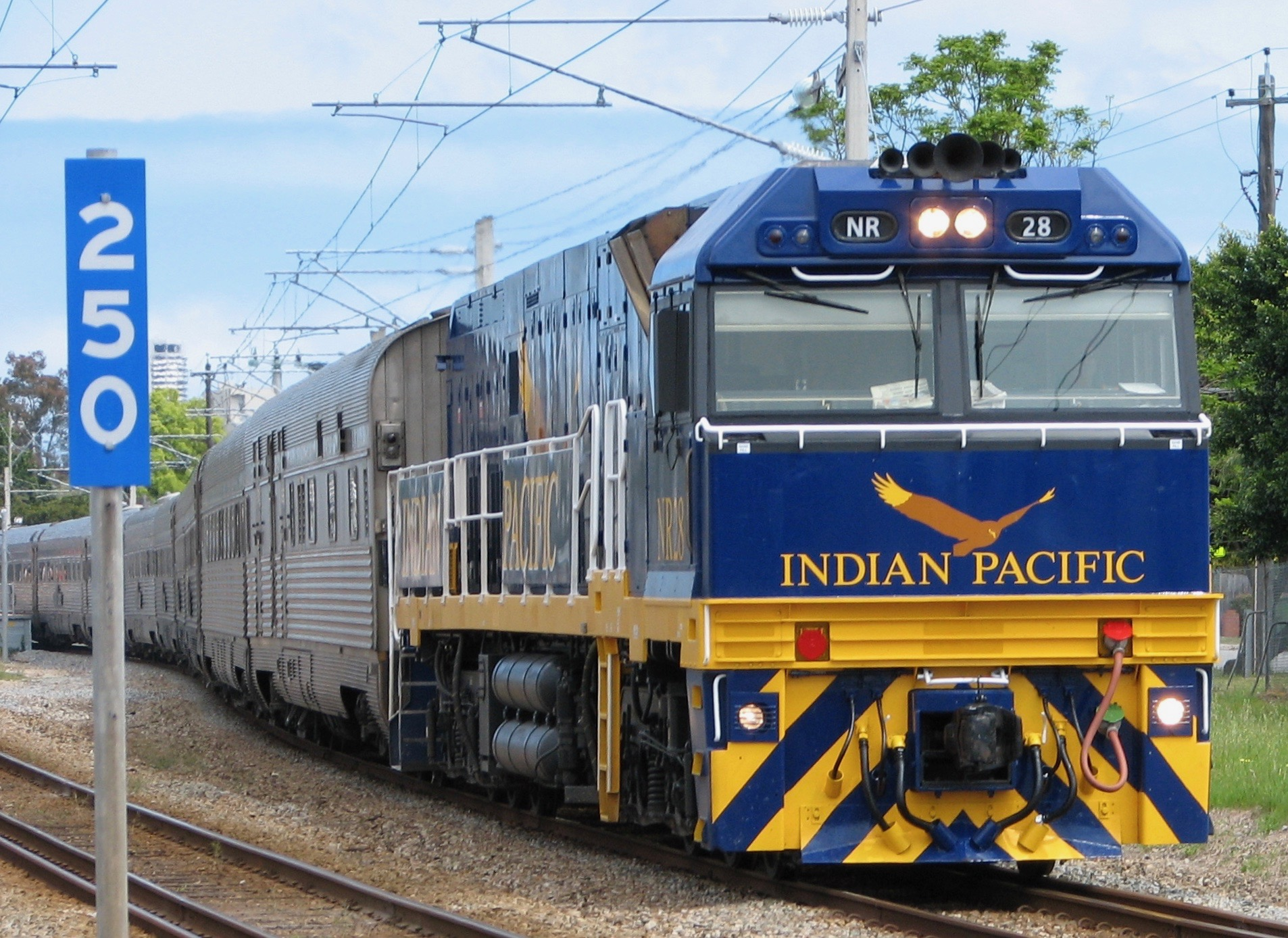
The Indian Pacific in 珀斯

澳洲铁路网规模很大，共33819公里铁轨(其中2540公里电气化)：3719公里宽轨，15422公里标准轨道，14506公里窄轨以及172公里双轨。铁路交通建设开始于不同的殖民时期。首条建设的线路为私人铁路，但是政府建立的铁路后来逐步在这片偏远但有大量移民稀疏分布的移民大陆上获得成功，取得支配地位。尽管伦敦曾建议过各个殖民地采用统一规格铁轨，但最终采用的仍是不同规格。

### 国营铁路服务
大南方铁路, 由信佳集團公司亚太分部所有，一共运营三条铁路列车: 印度洋-太平洋列车 (悉尼-阿德莱德-伯斯), 汗号列车 (阿德莱德-爱丽丝泉-達爾文), 和陆地号列车 (墨尔本-阿德莱德) . 新南威尔士州所有的新州鐵路(NSW TrainLink Regional)城際铁路网经过悉尼连接了布里斯班, 堪培拉和墨尔本。由于汗号铁路从爱丽丝泉到達爾文的延伸于2004年完工，澳洲大陆的所有首府城市第一次由标准铁轨连接在一起。

### 采矿铁路
共有四条重型采矿铁路运送铁矿石到西澳西北部的港口。这些铁路与其他铁路被沙漠完全隔离，也不用于其他交通。这些铁路都是标准铁轨并且按照美国重型标准建造。
2006年，Fortescue Metals Group集团提案修建第五条铁矿石专用铁路，同时用于服务傑拉爾頓北部奧卡吉港口的第六条通用运输铁路也获得提案。

## 高速公路
澳洲公路系統有3種不同分類:
- 國家公路
- 州際公路
- 本地公路

CIA world fact book的資料
道路網絡總長913,000公里：
- 已鋪設: 353,331公里(包括13,630公里快速公路)
- 未鋪設: 559,669公里(1996年數字)

## 輸送管道
澳洲的管線系統如下：
- 石油: 2,500公里
- 燃料: 500公里
- 天然氣: 5,600公里
- 水利
  - Perth至Kalgoorlie

## 港灣

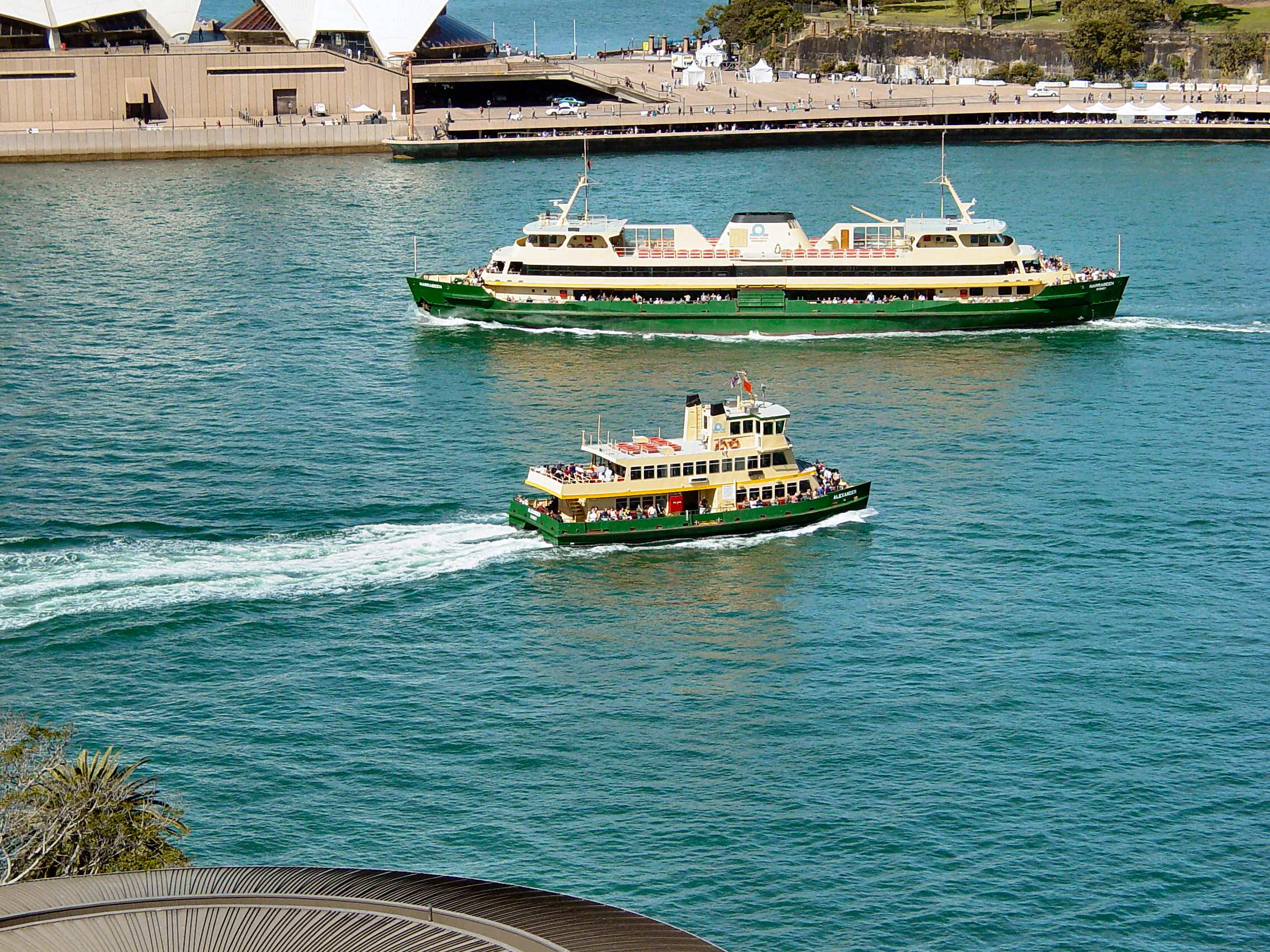
Ferries in Sydney

### 澳洲大陸

#### 普通港口
- 阿德萊德、布里斯本、凱恩斯、達爾文、弗里曼特爾
- 吉朗、格拉德斯通、麥凱、墨爾本、紐卡斯爾、悉尼、汤斯维尔、沃龍崗
- 林肯港

#### 鐵礦
- Dampier
- Port Hedland
- Geraldton
- Oakajee - 2006年中止
- Esperance
- 林肯港

### 塔斯曼尼亞
- 德文港
- 朗塞斯頓
- 霍巴特

## 機場
。2004年的統計澳洲有48個機場。澳洲的主要機場包括：
- 京斯福特·史密斯機場（悉尼）
- 墨爾本國際機場
- 布里斯本國際機場
- 珀斯機場
- 達爾文國際機場
- 阿德萊德國際機場
- 凱恩斯國際機場
- 坎培拉國際機場
- 霍巴特國際機場
- 黃金海岸機場

### 機場鋪設的跑道
總數： 305
- 長於3,047 米 (10,000 呎): 10
- 2,438至3,047米 (8,000至10,000呎): 12
- 1,524至2,437米 (5,000至8,000呎): 131
- 914至1,523米 (3,000至5,000呎): 139
- 少於914米 (3,000呎): 13 (2004年數字)

### 未鋪設跑道的機場
總數：143
- 1,524 to 2,437米 (5,000至8,000呎): 17
- 914 to 1,523米  (3,000至5,000呎): 112
- Under 914米  (3,000呎): 14 (2004年數字)

註:
資料來源： CIA World Fact Book https://web.archive.org/web/20080422200617/https://www.cia.gov/library/publications/the-world-factbook/index.html

## 資料來源
- Template:CIA WFB 2000

## 外部連結
- 鐵路地圖
- Driving time calculator for NSW （页面存档备份，存于）